# Vehementer nos
Vehementer nos est une lettre encyclique écrite par le pape Pie X et publiée le 11 février 1906. Elle condamne énergiquement la loi de séparation des Églises et de l'État française du 9 décembre 1905.

## Contenu
Selon le pape, la loi nie l'ordre surnaturel et abroge unilatéralement le Concordat. Citant le pape Léon XIII, Pie X écrit : 

« La France ne saurait oublier que sa providentielle destinée l'a unie au Saint-Siège par des liens trop étroits et trop anciens pour qu'elle veuille jamais les briser. De cette union, en effet, sont sorties ses vraies grandeurs et sa gloire la plus pure. Troubler cette union traditionnelle, serait enlever à la nation elle-même une partie de sa force morale et de sa haute influence dans le monde »

Le pape proteste contre les nouvelles spoliations contenues dans la loi (les évêchés, les presbytères et les séminaires) et n'accepte pas que la tutelle de l'exercice public du culte soit confiée à des associations de laïcs, sans aucune référence à l'organisation hiérarchique de l'Église catholique. Les associations ont les différends réglés non dans le cadre de cette organisation hiérarchique mais par la justice administrative du Conseil d'État.
« la loi de séparation attribue l'administration et la tutelle du culte public, non pas au corps hiérarchique divinement institué par le Sauveur, mais à une association de personnes laïques. »

« À cette association elle impose une forme, une personnalité juridique et pour tout ce qui touche au culte religieux, elle la considère comme ayant seule des droits civils et des responsabilités à ses yeux. Aussi est-ce à cette association que reviendra l'usage des temples et des édifices sacrés. C'est elle qui possédera tous les biens ecclésiastiques, meubles et immeubles; c'est elle qui disposera, quoique d'une manière temporaire seulement, des évêchés, des presbytères et des séminaires! C'est elle, enfin, qui administrera les biens, réglera les quêtes et recevra les aumônes et les legs destinés au culte religieux. Quant au corps hiérarchique des pasteurs, on fait sur lui un silence absolu! Et si la loi prescrit que les associations cultuelles doivent être constituées conformément aux règles d'organisation générale du culte, dont elles se proposent d'assurer l'exercice, d'autre part, on a bien soin de déclarer que, dans tous les différends qui pourront naître relativement à leurs biens, seul le Conseil d'État sera compétent. Ces associations cultuelles elles-mêmes seront donc, vis-à-vis de l'autorité civile dans une dépendance telle, que l'autorité ecclésiastique, et c'est manifeste, n'aura plus sur elles aucun pouvoir." »

Elle sera complétée le 10 août 1906 par l'encyclique Gravissimo Officii Munere sur les associations cultuelles  « pour subvenir aux frais, à l'entretien et à l'exercice public d'un culte ».
Elle sera suivie enfin de l'encyclique Une fois encore du 6 janvier 1907, écrite en réaction à la loi du 2 janvier 1907 sur l'expulsion des évêques, des curés et des séminaristes des palais épiscopaux, des presbytères et des séminaires.